# ニコライ・ネフスキー
ニコライ・アレクサンドロヴィチ・ネフスキー (Николай Александрович Невский, Nikolai Aleksandrovich Nevsky, 1892年3月3日（ロシア暦:2月20日）- 1937年11月24日) は、ロシア・ソ連の東洋言語学者・東洋学者・民俗学者。
日本で、アイヌ語・宮古島方言・日本民俗学・台湾のツォウ語、特に、西夏語研究ではこの分野の第一人者として没後、評価される。帰国後、社会主義革命が勃発し、日本人妻イソが日本国のスパイとされ、妻と共に銃殺刑に遭う。

## 経歴
1892年、ヤロスラヴリに生まれる。生まれて1年にもならないうちに母と、4歳で県内の地方裁判所予審判事だった父と死別し、ルィビンスクの母方の祖父N・サスニンの家に引き取られた。
1900年8月、ルィビンスク中学校（ギムナジウム）に入学する。
この頃、「ルィビンスク在住のタタール人と知り合い」、タタール語を習った。また、友人に影響され、「独学でアラビア文字を覚えた」。
1909年、ルィビンスク中学校を銀メダルで卒業した後、サンクトペテルブルク大学東洋語学部とサンクトペテルブルク工芸専門学校の両校に合格するが、叔母の意嚮で後者に進学する。1910年夏に退学し、東洋語学部に入校し直し、中国語・日本語を専攻する。レフ・シュテルンベルク(民族学)、V・アレクセエフ(中国学)、ボーダン・ド・クルトネ(言語学)、V・バルトリド(中央アジア史)らに教えを受けた。シュテルンベルクは1904年から1914年まで、人類学・民族学博物館で学生主催の民族学講義に参加していた。中国語の教師としてアレクセイ・イワノビッチ・イワノフもいた。

### 日本留学
1913年、日本に二ヶ月間旅行に出掛け、東京に滞在し日本文学を研究した。1914年に大学卒業後、教授候補者として勉学を重ねた。1915年、大学の官費留学生として2年間の予定で日本に留学する。7月に東京につき、菊富士ホテルに逗留、約半年後に東京大学に通っていたニコライ・コンラドとともに本郷駒込林町に一戸を構え、ともに漢学者高橋天民から漢文を習った。その後、中山太郎を通して柳田國男・折口信夫・金田一京助・山中共古・佐々木喜善らと知り合う。新村出・羽田亨らとも親交を結んだ。しかし、留学終了予定だった1917年、ロシア革命とロシア内戦が起こり、本国からの送金が停止されて働かなければいけなくなった上に、健康をも害し、帰国を断念する。
ネフスキーの日本語による最初の発表物は、1918年8月に日本の雑誌『土俗と伝統』に掲載された記事「農業に関する血液の土俗」と見なされていたが、桧山真一は、6か月前の1918年2月、雑誌『太陽』に、ニコライ・ソスニンという仮名で発表した記事「冠辞異考」を見つけた。
1919年から小樽高等商業学校（現・小樽商科大学）でロシア語教師を務める。
1921年から東京滞在中、アイヌ語と宮古島方言を研究した。アイヌ語は2人のアイヌ老女（コポアヌとタネサンノ）から習い、メノコユカㇻ（女が語る叙事詩)やウェぺケㇾ（昔話）、ウパシクマ（言い伝え）を記録した。1922年大阪外国語学校に赴任してからも、ユカㇻの高名な伝承者である鍋沢ワカルパの娘・鍋沢ユキを半年ほど雇いアイヌ語の研究を続け、膨大な数のロシア語訳を残し、その論文集は『アイヌのフォークロア（民俗）』の題名で1972年ソ連で出版された。
宮古島方言は東京高等師範学校に通っていた上運天賢敷（後に稲村賢敷と改姓、郷土史家となる）から学んだ。

### 結婚
1917年頃、住み込みで家事をしていた前山光子と恋仲になり、1919年、娘、若子が生まれる。結婚を申し込んだが光子の母がソ連に行くことに反対したため、挙式のみをした。娘は後、埼玉県白子村に里子に出された。小樽高商のロシア語教師になり、男児も生まれたがすぐに亡くなる。その後、理由は不明だが別れる。娘、若子は東洋英和女学校に進学したが中退、真崎甚三郎の息子真崎秀樹と婚約したが、肺結核により20歳で亡くなっている。
1921年夏、小樽高商のドイツ人教師を介し、原稿整理や資料収集のアシスタントとして、北海道後志国積丹郡入舸村（現・積丹町）の網元の長女・萬谷（よろずや）イソ（磯子、芸名は旭輦（きょくれん））と知り合い、1922年結婚する。1928年5月3日に、娘のエレナ（愛称ネリ）が生まれる。
正式な結婚登録は、帰国前の1929年6月12日神戸のソ連総領事館で行っていた。

### 大阪時代
1922年4月、大阪外国語学校（現・大阪大学外国語学部）でロシア語教師として教鞭を執ることとなり、転居する。
1922年夏、26年夏、28年の3度宮古群島へ出かけ、民俗、民謡（アーグ、アヤゴ）などの調査を行い、雑誌『民族』などに発表。方言辞典編纂のためにカードやノートをまとめたりした。1回目の調査旅行では、上運天も同行した。東恩納寛惇や伊波普猷とも親しく手紙をやり取りしていた。
1925年、中国調査旅行、中国学者アレクセイ・イワノヴィチ・イワノフとの出会いを機に、カラ・ホトの西夏語のテキストの研究と西夏文字の解読に着手し始める。
1927年6月、マレー語教授浅井恵倫と台湾へ調査に行く。浅井はセデック語、ネフスキーはツォウ語を対象に、台湾原住民から直接神話や伝説を聞きながら音声や文法を導出するという方法で調査した。タナンギ在住中はウォンギ・ヤタユンガナ（日本語名矢田一生）とその兄パスヤ（同次郎）からツォウ語の話を聞き取った。同年7月、大阪外国語学校で結成した大阪東洋学会を、石浜純太郎、高橋盛孝、浅井恵倫、笹谷良造らとともに発展させ「静安学社」改名、幹事の一人に就任（静安学社の名は、結成直近に亡くなった西夏学者王国維の字の静安からとったものであった）。
更に、石浜純太郎との交友から、西夏語や西夏文字への研究関心が向けられ、西夏語文書を理解し、文法を再構、西夏語・英語・ロシア語による西夏語辞典を編纂。この学術的功績は没後、1960年刊行された西夏語の近代辞書で、千ページにわたる西夏語の辞書の草稿として「タングーツカヤ・フィロローギヤ」（西夏語文献学/Tangut Philology ）の題で出版、新世代の学者に西夏語テキスト研究の門戸を開いた。1962年、レーニン賞が与えられた。
京都帝国大学（現・京都大学）文学部でもロシア語を教え、弟子の中には石田英一郎、高橋盛孝、田村実造がいた。

### ソ連への帰国後
1929年9月、敦賀港からソビエト連邦共和国となった祖国に単身帰国、レニングラード大学（旧ペテルブルク大学）内の東洋学研究所で助教授となり、イワノフと共に、カラ・ホトの西夏語のテキストの研究と西夏文字の解読に着手した。ロシアの探検家ピョートル・コズロフによりカラ・ホトで見つかった語彙資料に基づいて西夏語の辞書編纂に取り組んだ。1933年11月4日、妻のイソと娘のエリナがレニングラードに到着するが、1937年10月4日、日本国のためにスパイ活動を行ったとして内務人民委員部（NKVD)によって逮捕され、翌月24日、夫妻は「国家叛逆罪」により大粛清（銃殺刑）された。娘エレナは両親の処刑後、ニコライ・コンラドや3家族に引き取られ、のちに医師になった。

## 没後
1957年11月14日、スターリン批判により、ベラルーシ軍事法廷でネフスキー、1958年2月18日にはレニングラード軍管区法廷で妻イソの名誉回復がなされた。
2018年9月27日、ネフスキー小樽訪問100年目を記念し、音楽朗読劇「島へ　ニコライ・ネフスキー人生の旅」（作・演出：垣花理恵子）が、小樽市民センター・マリンホールで上演された。小樽高等商業学校（現・小樽商科大）での3年間の教師生活の様子や、入舸村（現・積丹町）生まれの妻イソとの出会いを、宮古島の古謡や旧ソ連の音楽を交えて描かれた。9月29日には、同じ演目が道北の下川町公民館で行われた。11月にはパネル展や講演会が開かれた。
2020年3月14・15日には、同作品の公演が在ウラジオストク日本領事館の主催で、ロシア・沿海地方のマリインスキー劇場沿海州別館小ホールで行われた。チェロは当劇場首席奏者のオレグ・センデツキー。宮古島古謡第一人者の與那城美和は日本から参加した。

## 著書
- ネフスキー『月と不死』[51] 平凡社東洋文庫, 1971年。日本語で発表された論考集。岡正雄編、解説は加藤。2003年にワイド版が刊
- ネフスキー『アイヌ・フォークロア』エリ・グロムコフスカヤ編、魚井一由 訳、北海道出版企画センター, 1991年9月。ISBN 978-4832891043- 第5回地方出版文化功労賞受賞。
- ネフスキー『宮古のフォークロア』リヂア・グロムコフスカヤ編、狩俣繁久ほか訳、砂子屋書房「弧琉球叢書」, 1998年

## 関連資料
- 日本経済新聞、2012年11月13日（火）夕刊、「東洋学者ネフスキー 生誕120年 言語の才人 遺産は多彩」